# Japan Post Holdings
Japan Post Holdings Co., Ltd. (日本郵政株式会社 Nippon Yū-sei) er et japansk statsejet virksomhedskonglomerat med hovedsæde i Kasumigaseki, Chiyoda, Tokyo i Japan. Koncernen driver postomdeling, posthuse, bank og forsikringsselskab. Den tilbyder omdeling af breve og varer, salg af frimærker, indlån, udlån og forsikringer. Der var planer om at privatisere selskabet fuldt ud, men de er sat i bero. Japan Post Holdings var rangeret som nr. 13 på Fortunes Global 500-liste for 2012.
I 2011 havde koncernen en omsætning på 211 mia. USD og i alt 237.000 medarbejdere.

## Historie
Virksomheden blev etableret 23. januar 2006, til trods for dette overtog den først funktionerne fra Japan Post i oktober 2007.

## Datterselskaber
Koncernen driver fire kerneforretningsområder:
- Japan Post Service, postomdeling.
- Japan Post Network, posthuse.
- Japan Post Bank, bankfunktioner.
- Japan Post Insurance, livsforsikringer.